# مهمان (فیلم ۱۹۷۹)
«مهمان» (انگلیسی: The Visitor (1979 film)) فیلمی در ژانر ترسناک و علمی–تخیلی است که در سال ۱۹۷۹ منتشر شد.

## بازیگران
- جان هیوستون
- مل فرر
- گلن فورد
- لانس هنریکسن
- سام پکین‌پا
- شلی وینترز
- کریم عبدالجبار
- فرانکو نرو
- جولیو پارادیزی